# Оркестровая яма

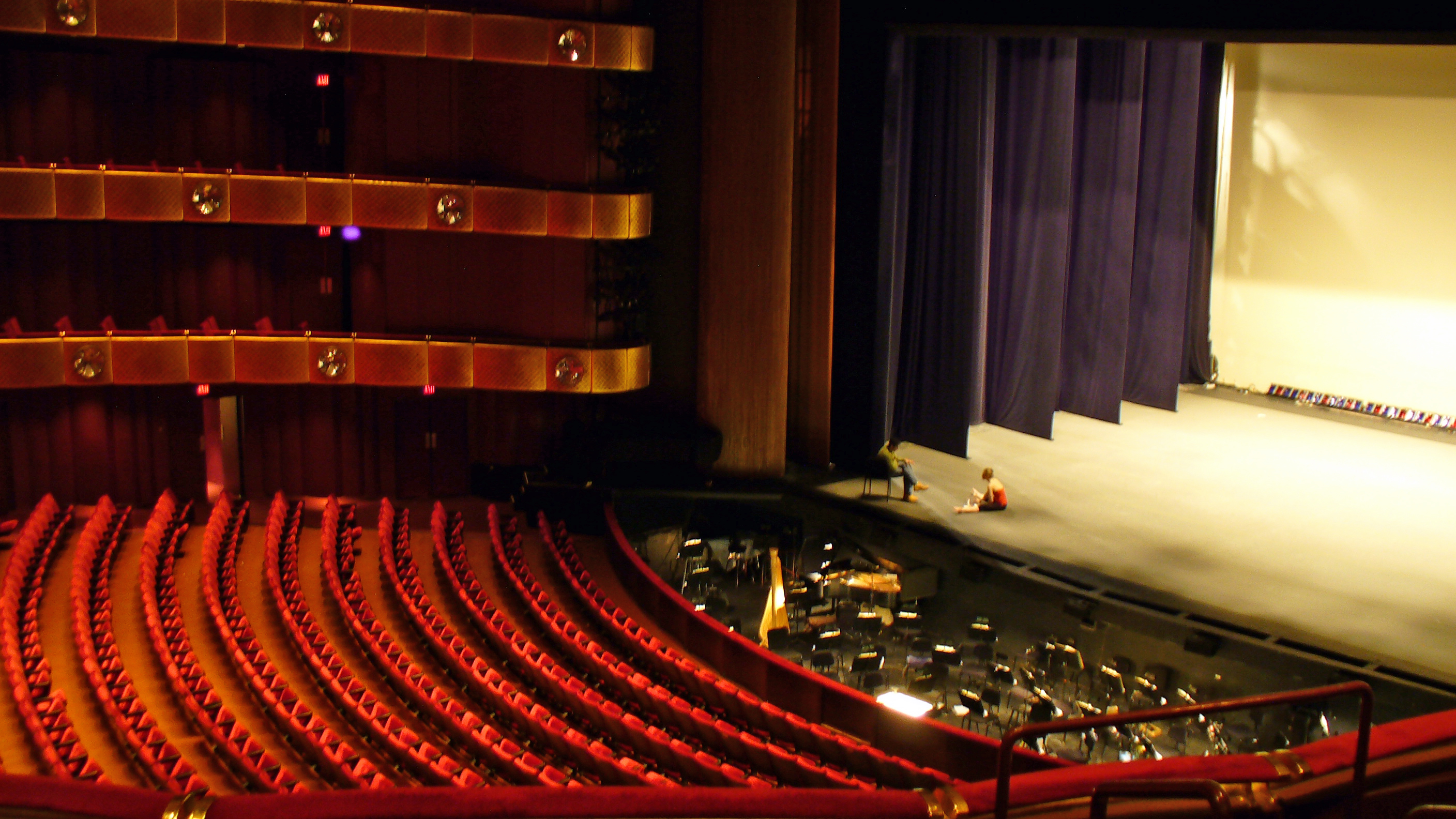
Оркестровая яма театра Дэвида Коха в Нью-Йорке

Оркестровая яма — углубление перед авансценой, находящееся ниже основного уровня зала, открытое сверху и служащее для размещения оркестра и дирижёра. Может иметь несколько уровней и располагаться на подъёмно-опускной площадке.

## История
Вплоть до XIX века оркестр в оперных театрах располагался, как правило, на сцене, в непосредственной близости от актёров, или на одном уровне с ней. Возможно, первая концепция оркестровой ямы принадлежит итальянскому архитектору Джованни Баттисте Алеотти, проектировавшему в 1621 году театр в Пезаро. Несколько позднее, в 1628 году, его ученик Франческо Гитти применил схожую инновацию при проектировании театра Фарнезе. Во Франции первым театром с оркестровой ямой стал театр в Безансоне, построенный Клодом-Николя Леду.
Однако первое исторически значимое применение оркестровой ямы, повлиявшее на всю последующую театральную традицию, связывают с именем Рихарда Вагнера и его концепцией «невидимого оркестра». Вагнер полагал, что оркестр, так же, как и театральная машинерия, должен быть скрыт от зрителя, дабы своим присутствием не разрушать творимую на сцене иллюзию. Его горячо поддерживал Джузеппе Верди: «Кажется невозможным … что мы сегодня терпим вид потёртых фраков и белых галстуков, например, в сочетании с костюмами египтян, вавилонян и друидов… более того, вид всего оркестра в вымышленном мире, почти посередине пола, среди свистящей и аплодирующей толпы».

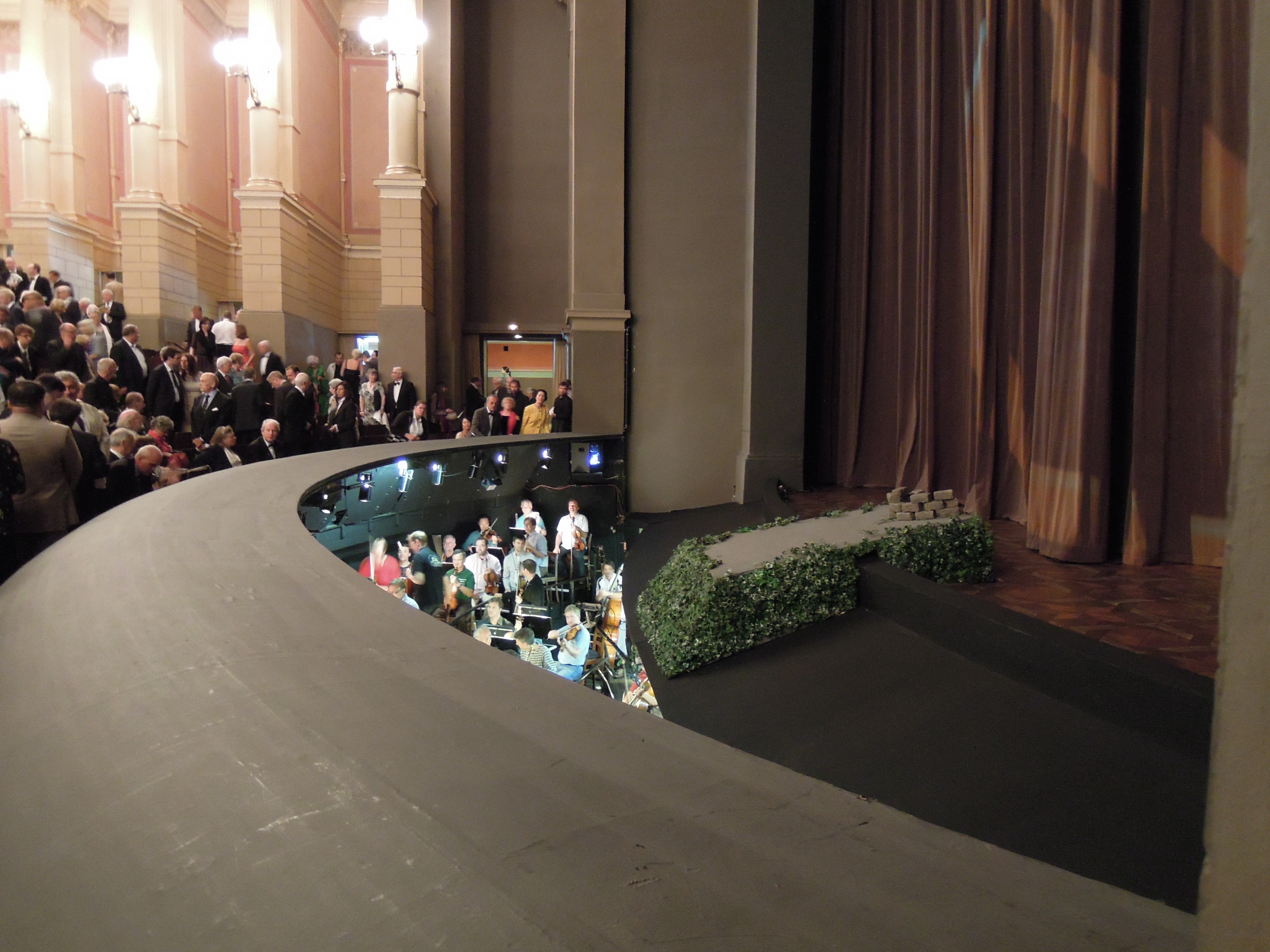
Оркестровая яма Фестивального театра в Байройте. 2011

Идея Вагнера впервые была реализована в 1876 году на фестивале в Байройте. Вместо традиционной ярусной системы в байройтском Фестивальном театре были использованы расположенные полукругом и постепенно поднимающиеся ряды кресел, а оркестровая яма, частично уходившая под сцену, располагалась на значительной глубине и была практически скрыта от зрителя. Музыканты (более 100 человек) сидели в ней на трёх уровнях разной высоты; они не могли ни видеть, ни достаточно хорошо слышать происходящее на сцене, поэтому руководство процессом исполнения всецело возлагалось на дирижёра — единственного, кто стоял лицом к сцене. Певцам на сцене оркестр был слышен очень хорошо; для зрителей же его громкость была несколько понижена по сравнению со звучанием вокала, в результате чего достигался оптимальный акустический баланс. Кроме того, специальный козырёк из дерева и кожи, отделявший оркестровую яму от зрительного зала, отражал и рассеивал звук, так, что до слушателей он доходил таинственным и приглушённым, но вместе с тем объёмным и резонирующим с помещением самого зала. Сам Вагнер образно называл оркестровую яму «мистической бездной» (нем. mystischer Abgrund).
Привнесённое Вагнером новшество быстро прижилось: уже в конце XIX — начале XX века театры строились с оркестровыми ямами. Эта практика остаётся общепринятой, хотя в XXI веке некоторые театры ставят эксперименты с возвращением оркестра на сцену и даже, в отдельных случаях, вовлечением его в сценическое действо.

## Конструкция и применение

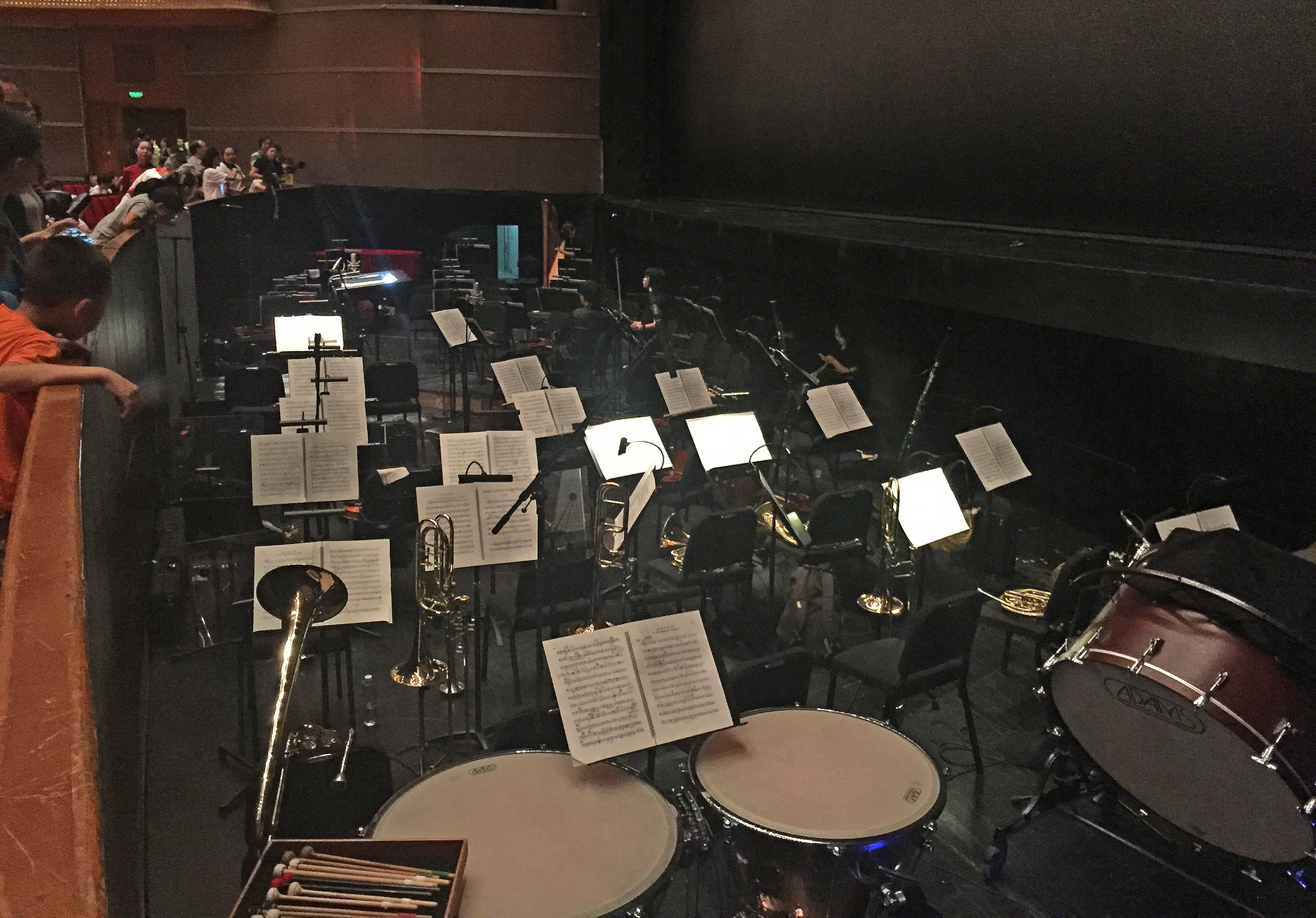
Оркестровая яма в Национальном центре исполнительских искусств в Пекине

В настоящее время большинство как музыкальных, так и драматических театров оборудовано оркестровыми ямами. Их размер определяется количеством музыкантов в составе оркестра: на каждого должно приходиться около 1,5 м². Соответственно, средняя площадь оркестровой ямы — от 90 до 130 м². Как правило, задняя её часть располагается под сценой, чтобы сократить расстояние между сценой и зрительным залом. В этой наиболее удалённой части располагаются группы инструментов с наиболее громким звучанием, что позволяет уравновесить уровень их звука по отношению к другим инструментам. Вместе с тем, из соображений акустики, нависающая над оркестровой ямой сцена не должна закрывать больше четверти или трети её пространства.
В современных театрах оркестровая яма может располагаться на подъёмно-опускной площадке. Это позволяет варьировать её глубину в зависимости от характеристик исполняемой музыки и инструментального состава. Нередко оркестровая яма может иметь несколько независимых подъёмно-опускных площадок, что даёт широкие возможности для трансформации театрального пространства. Кроме того, к нижним уровням оркестровой ямы могут примыкать подсобные помещения, в том числе для хранения инструментов, реквизита и т. п.